# 필립 말로
필립 말로 ( Philip Marlowe )는 레이먼드 챈들러가 그의 소설 작품에서 사용한 인물로 하드보일드 범죄 소설의 등장인물이다.  이 장르는 1920년대에 처음 등장하였으며 <블랙 마스크> 잡지로 유명해졌다.

## 같이 보기
- 범죄물